# Kransekaka

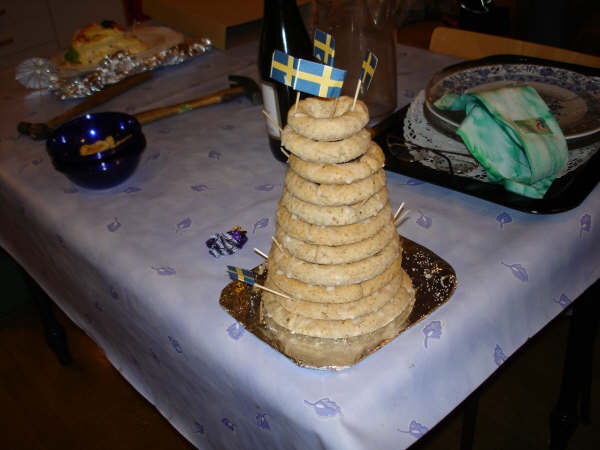
Kransekaka, med flaggor.

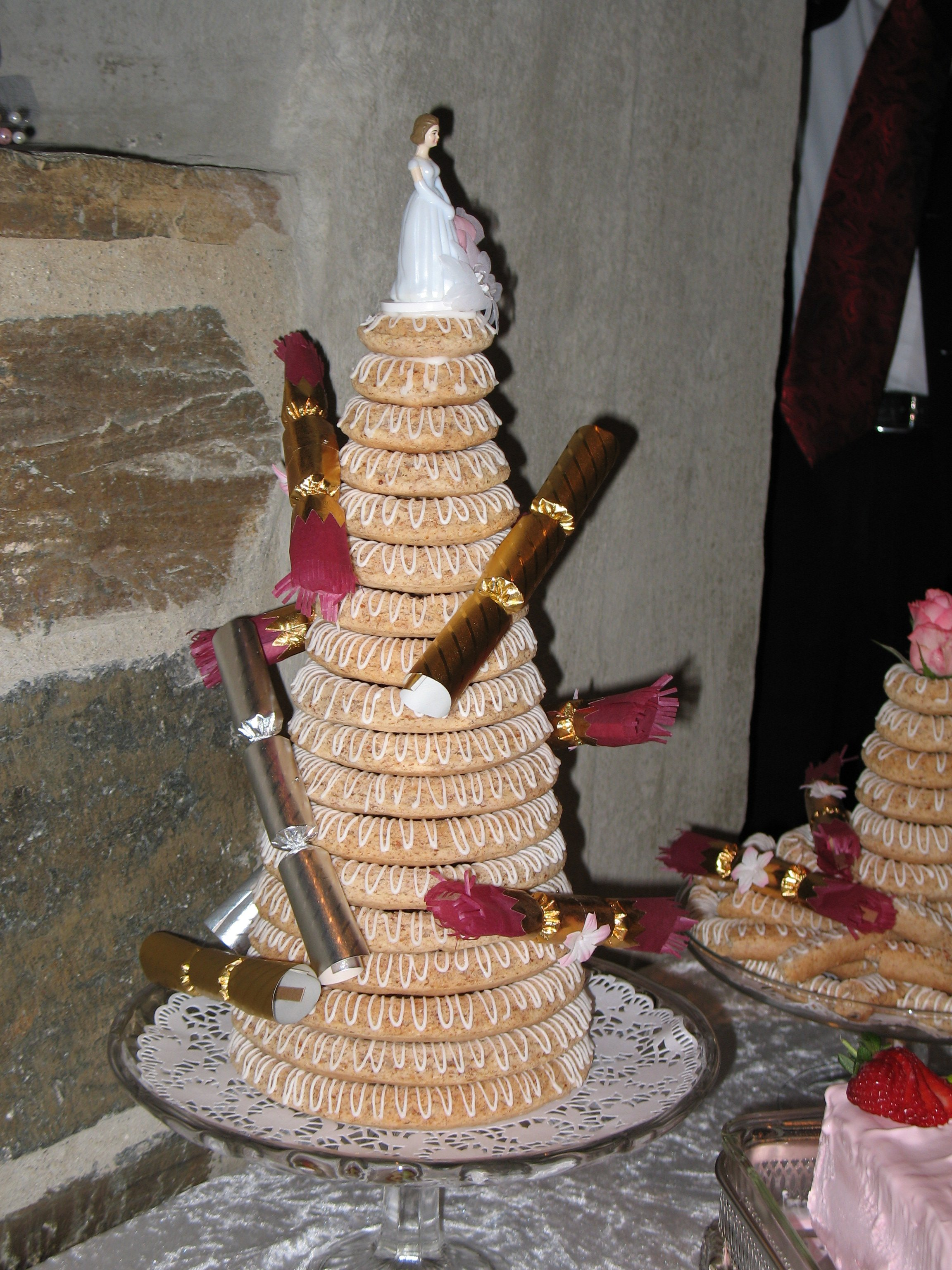
Norsk kransekake till en konfirmation.

Kransekaka, kransekake eller kransekage är en traditionell norsk och dansk kaka bakad på mandel, socker (eller marsipan) och äggvita. Kakan är formad som ett koniskt torn av olika stora ringar, med glasyr, staplade på varandra. Den pryds ofta med små flaggor och smällkarameller med små presenter inuti, till exempel en färgglad papperskrona och en papperslapp med ett skämt. I Danmark äts kransekakan ofta kring jul, på nyårsafton samt på högtidsdagar. Om det skall vara riktigt fint görs den i form av ett ymnighetshorn som fylls med konfekt och liknande. Små raka kransekakor kan ätas till vardags. I Norge är det vanligt att äta kransekaka på 17 maj.